# Onobrychis nikitinii
Onobrychis nikitinii là một loài thực vật có hoa trong họ Đậu. Loài này được Orazm. miêu tả khoa học đầu tiên.